# Eugenio Barba

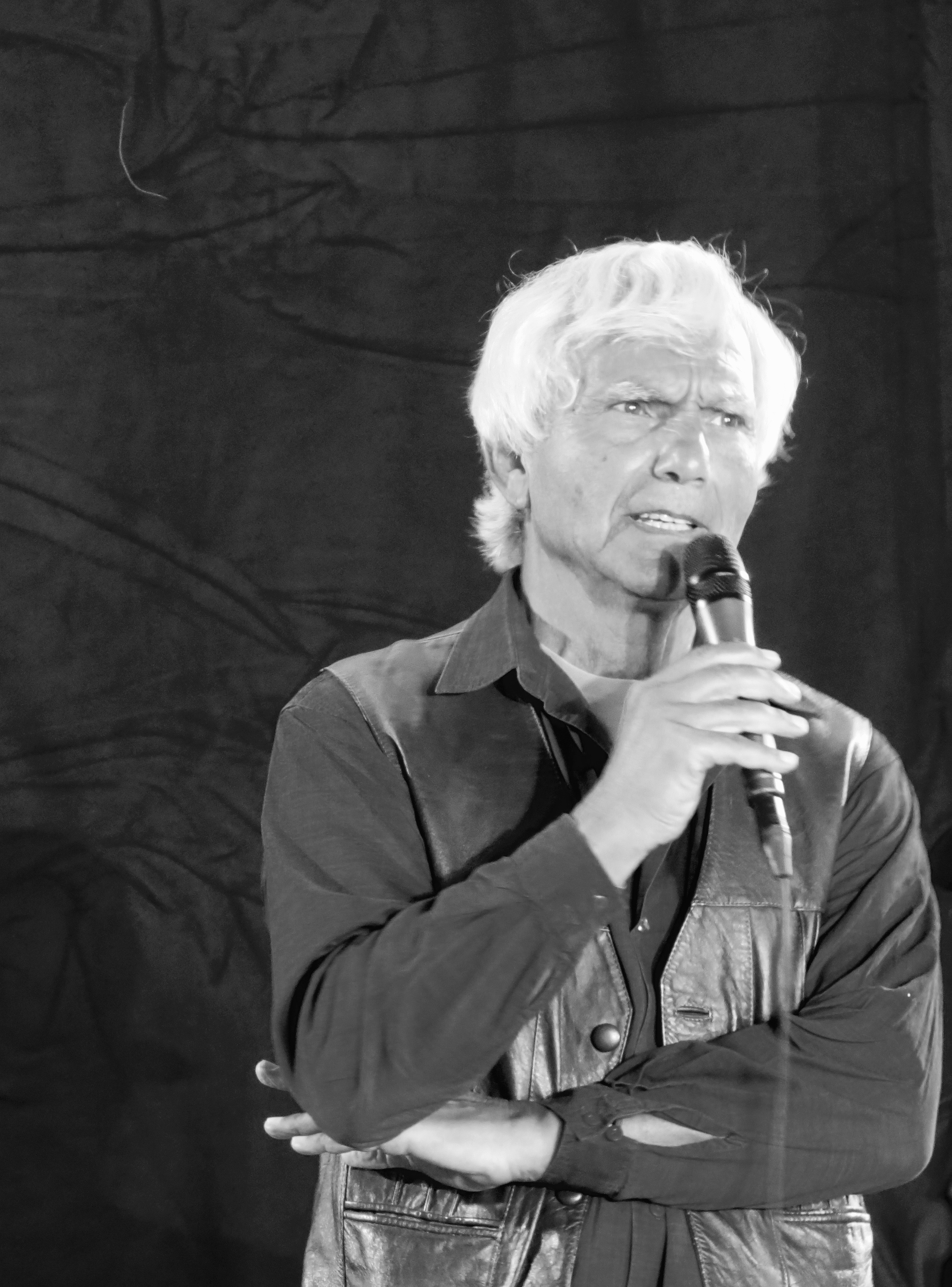
Eugenio Barba (2015)

Eugenio Barba (* 29. Oktober 1936 in Brindisi) ist ein italienischer und in Dänemark lebender Theaterregisseur und Autor zahlreicher Schriften, die sich mit Theateranthropologie beschäftigen. Er ist Gründer und Leiter des Odin Teatret und der International School of Theatre Anthropology, beide in Holstebro beheimatet.

## Leben
Obwohl Barba in Brindisi geboren wurde, wuchs er in Gallipoli auf, woher seine Familie stammte. Sein Vater, ein hoher Militär, erlitt im Zweiten Weltkrieg Verwundungen, an denen er später starb.
Um einer möglichen eigenen militärischen Karriere zu entgehen, emigrierte er 1954 nach Norwegen. An der Universität Oslo studierte er norwegische Literatur und Religionsgeschichte. 1960 ging er nach Warschau, um an der staatlichen polnischen Theaterschule Regie zu studieren, aber schon ein Jahr später beschloss er, seine Studien an Jerzy Grotowskis Theater der 13 Reihen in Opole fortzusetzen, wo er als dessen Assistent drei Jahre blieb und an dessen Auffassungen eines „armen Theaters“ mitwirkte. Barba gilt seitdem als einer der engsten Adepten des Grotowski’schen Theaterkonzepts.
Danach reiste Barba nach Indien, wo er sich mit dem Kathakali beschäftigte, das damals noch keine Aufmerksamkeit aus westlicher Sicht erfuhr. Nach seiner Rückkehr nach Oslo studierte er Anthropologie und Sanskrit und wollte Regisseur werden, doch da er als Ausländer in Norwegen keine Möglichkeiten an institutionalisierten Bühnen sah, gründete er am 1. Oktober 1964 das Odin Teatret. Seit dieser Zeit verband ihn eine enge Freundschaft mit dem norwegischen Schriftsteller Jens Bjørneboe. 1965 erschien Barbas erstes Buch Grotowski. In search of a Lost Theatre in Italien und Ungarn.
Die erste Produktion des Theaters Ornitofilene, geschrieben von Jens Bjørneboe, wurde in Norwegen, Schweden, Finnland und in Dänemark gezeigt. Hier wurden sie vom damaligen Bürgermeister von Holstebro eingeladen, ein Theaterlaboratorium einzurichten. Als Gegenleistung wurden ihnen ein alter Bauernhof und eine kleine finanzielle Unterstützung in Aussicht gestellt. Seit Juni 1966 ist das Odin Teatret dort beheimatet. Zum Namen und zu den Zielen sagte er anlässlich des Theater-Festivals 79 in München 1979:

„Der Name unseres Theaters ist kein Zufall. Es erscheint uns natürlich, daß es nach der Gewalt benannt ist, die unser Jahrhundert so tief geprägt hat: der Kriegsgott Odin, der große Berserker. [...] Unser Theater will weder amüsieren noch Thesen propagieren. Es will einfach Fragen stellen, auf die jeder selbst eine Antwort finden muß; die wirklich engagierte Kunst liefert keine guten Antworten, sondern begnügt sich damit, gute Fragen zu stellen.“

Seit der Gründung hat Eugenio Barba Dutzende von Produktion mit dem Odin Teatret und dem Theatrum-Mundi-Ensemble geleitet und aufgeführt, wobei einige bis zu zwei Jahren an Produktionszeit beanspruchten. Oxyrhincus Evangeliet, Millionen und Brecht’s Ashes 2 waren auch in Deutschland zu sehen.
1979 gründete Eugenio Barba die International School of Theatre Anthropology (ISTA), ein multikulturelles Netzwerk für Schauspieler und Schüler aus der ganzen Welt mit einem Schwerpunkt auf Theateranthropologie. Seine Treffen finden periodisch auf Anfragen von nationalen und internationalen kulturellen Institutionen statt und beschäftigen sich mit jeweils einem Thema, das durch praktische Arbeiten, Arbeitsdemonstrationen und vergleichender Analyse abgehandelt wird. Dafür können sich eine begrenzte Anzahl von Schauspielern, Tänzern, Regisseuren, Choreografen, Schülern und Theaterkritikern anmelden. Seit der Gründung fanden dessen Treffen in Bonn (1980), Volterra und Pontadera (1981), Blois und Malakoff in Frankreich (1985), Holstebro (1986), Salento (1987) und Bologna (1990) in Italien, Brecon und Cardiff in Großbritannien (1992), Londrina in Brasilien (1994), Umeå in Schweden (1995), Kopenhagen (1996), Montemor-o-Novo und Lissabon in Portugal (1998), Bielefeld (2000), Sevilla (2004) und Warschau (2005) statt.
Zudem ist Barba Herausgeber zahlreicher Zeitschriften wie etwa The Drama Review.

## Leistungen
„Barba hat mit seiner Theaterarbeit und seinen Schriften entscheidende Impulse für die Entwicklung des Freien Theaters der sechziger und siebziger Jahre gegeben.“ Seine Leistungen bestehen dabei in der Erforschung außereuropäischer, besonders fernöstlich-asiatischer Formen des Theaters und des interkulturellen Austauschs zwischen diesen Formen. Er bedient sich dabei des Wegs des „dritten Theaters“, das „a way of living the theatre not only as art or technical and artistic rebellion, but also as existential and political revolt“ sein soll und zudem „the recognition of a common affiliation, over and beyond the differences in language and culture.“

## Auszeichnungen
Eugenio Barba erhielt Ehrendoktortitel der Universitäten von Aarhus, Ayacucho, Bologna, Buenos Aires, Havanna, Hongkong, Plymouth, Tallinn und Warschau sowie die Reconnaissance de Mérite scientifique der Universität von Montréal. Außerdem ist er Empfänger des Danish Academy Award, des Preises der mexikanischen Theaterkritik, des Diego-Fabbri-Preises, des internationalen Pirandello-Preises und des Sonning-Preises der Universität von Kopenhagen und Träger der Gloria-Artis-Medaille für kulturelle Verdienste. Am 2. Juni 2008 wurde ihm der Verdienstorden der Italienischen Republik der Stufe „Commendatore Ordine al Merito della Repubblica Italiana“ („Komtur“) verliehen.

## Werke
- Mit Ferdinando Taviani: The Floating Islands. Reflections with Odin Teatret. Drama, 1979 (deutsch: Jenseits der schwimmenden Inseln. Reflexionen mit dem Odin-Theater. Rowohlt, Reinbek bei Hamburg 1985, ISBN 3-499-55415-1)
- „Theateranthropologe: über orientalische und europäische Schauspielkunst (1980)“ in: Manfred Brauneck: Theater im 20. Jahrhundert. Rowohlt, Reinbek bei Hamburg 1982, ISBN 3-499-16290-3, S. 443–451
- mit Iben Nagel Rasmussen: Bemerkungen zum Schweigen der Schrift. Herausgegeben von Christoph Falke und Walter Ybema, Verlag der Theaterassoziation, Schwerte 1983
- mit Nicola Savarese, International School of Theatre Anthropology: A Dictionary of Theatre Anthropology. The Secret Art of the Performer. Routledge, 1991, ISBN 0-415-05308-0 und ISBN 978-0-415-05308-2
- mit Richard Fowler: The Paper Canoe. A Guide to Theatre Anthropology. Routledge, 1995, ISBN 0-415-10083-6 und ISBN 978-0-415-10083-0 (deutsch: Ein Kanu aus Papier. Abhandlungen über Theateranthropologie. Köln 1998, ISBN 3-9804764-6-4)
- mit Jerzy Grotowski: Land of Ashes and Diamonds. My Apprenticeship in Poland – Followed by 26 Letters from Jerzy Grotowski to Eugenio Barba. Black Mountain Press, 1999, ISBN 1-902867-01-7 und ISBN 978-1-902867-01-4 (deutsch: Das Land von Asche und Diamant. Meine Lehrjahre in Polen. Köln 2000, ISBN 3-9804764-8-0)